# Les Sorcières (film, 1990)
Pour les articles homonymes, voir Les Sorcières.
Pour plus de détails, voir Fiche technique et Distribution.
Les Sorcières (The Witches) est un film britannique réalisé par Nicolas Roeg, sorti en 1990.
Le film est une adaptation du roman Sacrées Sorcières de Roald Dahl.

## Synopsis
La Grande Haute Sorcière a un plan diabolique pour se débarrasser de tous les enfants en Angleterre. D'abord, ses sorcières pareilles reprendront tous les magasins de bonbons. Ensuite, elles vendront des bonbons empoisonnés et du chocolat qui transforment les enfants en souris ! Alors, faites la voie pour les pièges à souris.
Ce plan épouvantable est entendu par un garçon, le jeune narrateur de l'histoire. Heureusement, sa grand-mère connaît plusieurs choses sur les sorcières. Malheureusement, avant qu'il n'ait eu une chance de la consulter, il est transformé en souris à son tour.
Il s'échappe de leurs griffes et cherche sa grand-mère dans l'hôtel. Peu surprise, celle-ci se reproche de n'avoir pas pu aider son petit-fils. Car il s'agit d'une vieille histoire entre la reine des sorcières et cette dernière : de vieilles adversaires. Après quelques tribulations, Luke, toujours en souris, profite du souper pour empoisonner les sorcières avec la potion qui les transforme en souris. Tel est pris qui croyait prendre. Le service de l'hôtel les extermine, toutes sauf une : le bras droit de la reine. De sorcière, cette dernière devient fée et re-transforme Luke en petit garçon.

## Fiche technique
- Titre : Les Sorcières
- Titre original : The Witches
- Réalisation : Nicolas Roeg
- Scénario : Allan Scott, adapté du roman Sacrées Sorcières de Roald Dahl
- Photographie : Harvey Harrison
- Musique : Stanley Myers
- Montage : Tony Lawson
- Effets spéciaux : John Stephenson
- Production : Jim Henson, Mark Shivas, Dusty Symonds
- Société(s) de production : The Jim Henson Company, Lorimar Productions
- Société(s) de distribution : Warner Bros.
- Pays d'origine :  Royaume-Uni
- Format : Couleur - 35 mm - rapport de forme : 1.85 : 1 - procédé cinématographique : sphérique
- Son : Dolby Stereo (RCA Sound Recording)
- Genre : Comédie horrifique et fantastique
- Durée : 92 minutes
- Dates de sortie : 
  - États-Unis : 16 février 1990 (festival), 24 août 1990 (nationale)
  - Royaume-Uni : 25 mai 1990
  - Australie : 30 septembre 1990
  - France  : janvier 1991 (province, inédit à Paris)[1], 30 novembre 2011 (en vidéo à la demande)

## Distribution
- Anjelica Huston (VQ : Anne Caron) : Miss Eva Ernst/Grand High Witch
- Mai Zetterling (VQ : Dyne Mousso) : Helga Eveshim
- Jasen Fisher (VQ : Inti Chauveau) : Luke
- Jane Horrocks (VQ : Hélène Lasnier) : Miss Irvine
- Rowan Atkinson (VQ : Carl Béchard) : Mr. Stringer
- Bill Paterson (VF : Roger Crouzet ; VQ : Vincent Davy) : Mr. Jenkins
- Brenda Blethyn (VQ : Marie-Andrée Corneille) : Mrs. Jenkins
- Charlie Potter (VQ : Patrick Duplat) : Bruno Jenkins
- Angelique Rockas (VQ : Violette Chauveau) : Henrietta
- Anne Lambton : Femme en noir
- Sukie Smith : Marlene
- Rose English : Dora
- Jenny Runacre : Elsie
- Annabel Brooks : Nicola
- Emma Relph : Millie
- Nora Connolly : Beatrice
- Rosamund Greenwood : Janice

### Marionnettistes
- Steve Whitmire : Luke en souris
- Don Austen  : Bruno en souris
- Anthony Asbury :
- Sue Dacre :
- David Greenaway :
- Brian Henson :
- Robert Tygner :